# Sun City (Kansas)
Sun City is een plaats (city) in de Amerikaanse staat Kansas, en valt bestuurlijk gezien onder Barber County.

## Demografie
Bij de volkstelling in 2000 werd het aantal inwoners vastgesteld op 81.
In 2006 is het aantal inwoners door het United States Census Bureau geschat op 77, een daling van 4 (-4,9%).

## Geografie
Volgens het United States Census Bureau beslaat de plaats een oppervlakte van
0,4 km², geheel bestaande uit land.

## Plaatsen in de nabije omgeving
De onderstaande figuur toont nabijgelegen plaatsen in een straal van 32 km rond Sun City.